# Gercse (Budapest)
Gercse egykor falu volt, amely jelenleg Budapest II. kerületének a része, az egykori Pesthidegkút község szomszédságában található.

## Fekvése
Határai: Budapest határa a Kulcs utcától - a II. és a III. kerület közigazgatási határa (a Vihar-hegy és Csúcs-hegy nyergének nyugati lejtőjén) - Máriahegy utca - Vöröskővár utca - Paprikás-patak - Nóra utca - Hideg utca - Kulcs utca Budapest határáig.
Megközelíthető a hűvösvölgyi végállomástól a 64-es buszcsalád járataival (64, 64A, 164, 264), vagy a 257-es busszal a Dózsa György utcai megállóig utazva, innen a Gazda utca és a Paprikás-patak mentén végigsétálva.

## Története
Első írásos említése 1212-ből való: akkor az óbudai káptalani birtok egy határjárási okmányában bukkan fel Gercse falu és Gercse-szőlőhegy neve. Később, 1292-ből, a pápai tized összeírásánál szerepel a falu neve. Birtokosa 1302-ben Gerchei László, Károly Róbert hűséges embere lehetett, akit királya és Vencel király összetűzései során emennek emberei egész háza népével együtt kiirtottak, a mészárlást (amint erről egy 1332-es feljegyzés tanúskodik) László egyetlen lánya élte csak túl. 1304-ben Pál fia Jakab birtoka volt, aki a gercsei határban levő, egy ekényi földjét a vasvári káptalan előtti szerződés szerint örök áron eladta Gerchei Jakab és Péter fiainak, Domokosnak és Lászlónak 1304. március 15-én. 1333–34-ben  már egyházas hely volt, papja ekkor már szerepelt a pápai tizedjegyzékben.
Egy 1518-as oklevél szerint a fehéregyházi pálosoknak is volt itt birtokuk, rövidesen azonban a törökök vették át az uralmat. Az 1500-as évek török kincstári összeírásai egy Hidegkút melletti Gersi vagy Kercsi települést említenek – ez nyilvánvalóan Gercsét takarja –, amely a budai szandzsákhoz tartozott. A település egészen 1595-ig lakott hely maradhatott, erre utal az a feljegyzés, mely szerint ebben az évben Mátyás főherceg a Buda várát bitorló törökök kiéheztetése céljából az itteni lakosokat egy távolabbi dunai szigetre telepítette. A falu ezt követően pusztulhatott el teljesen.
A török időket követően a település sohasem épült újjá, ennek ellenére a mai Budapest területén fekvő hajdani középkori falvak templomai közül az egyik legjobb állapotban fennmaradt a gercsei, amelyet először még 1956-ban újítottak fel; egy 1985-ös régészeti feltárás eredményei azt valószínűsítik, hogy ez a templom egykor védőfallal is körül volt véve. A falu helyén ma a természet által nagyrészt visszahódított bokros-fás-mezős területek, illetve részben gondozott, vagy művelt földek váltják egymást; az egykori házak helyére a Vihar-hegy, a Virágos-nyereg és a Csúcs-hegy lábainál lévő mezőgazdasági területeken, szántás vagy vetés idején felfedezhető 10-20 m2-es, sötétebb foltok engednek következtetni. A levéltárakban megőrződött periratok és adásvételi okmányok segítségével az egyes házak akár térképszerűen is felrajzolhatóak lennének.
Az eredeti falu úgynevezett főutcás község lehetett, melynek középső részén a főutca kiszélesedése jelezte a faluközpontot, itt egyes feltevések szerint egy másik templom is volt. A lakosság – a levéltári anyagokból és a sírleletekből ítélve – kurtanemesekből állhatott, akik javarészt föld-, ezen belül is elsősorban szőlőműveléssel foglalkozhattak, ez utóbbira már a település első, 1212-es említése is utal. A jómódúnak gyanítható községben kétszintes házak is álltak, a lakosság száma 50 és 110 család között váltakozhatott.

### A gercsei templom
Gercse templomának helyén vélhetőleg már a római időkben állt valamilyen épület, hiszen a Nagy Emese régész által 1956-ban elvégzett feltárások idején több római eredetű kő került elő a templomhajó alól, illetve a templomot egykor körbevevő védőfalba beépítve is találtak ilyeneket. A templom eredetileg román stílusban épült, falai a 12. századból származnak; patkó alakban kiépített szentélye ritkaságnak számít Magyarországon, csak a Felvidéken találni elvétve hasonló megoldásokat. Az Árpád-kori épület pusztulását tűzvész okozhatta, további leromlásához az is hozzájárulhatott, hogy 1595-től 1728-ig lakatlan volt a környéke (esetleg átmeneti szállásul szolgálhatott, a falu megmaradt épületeivel együtt, hadi események idején).

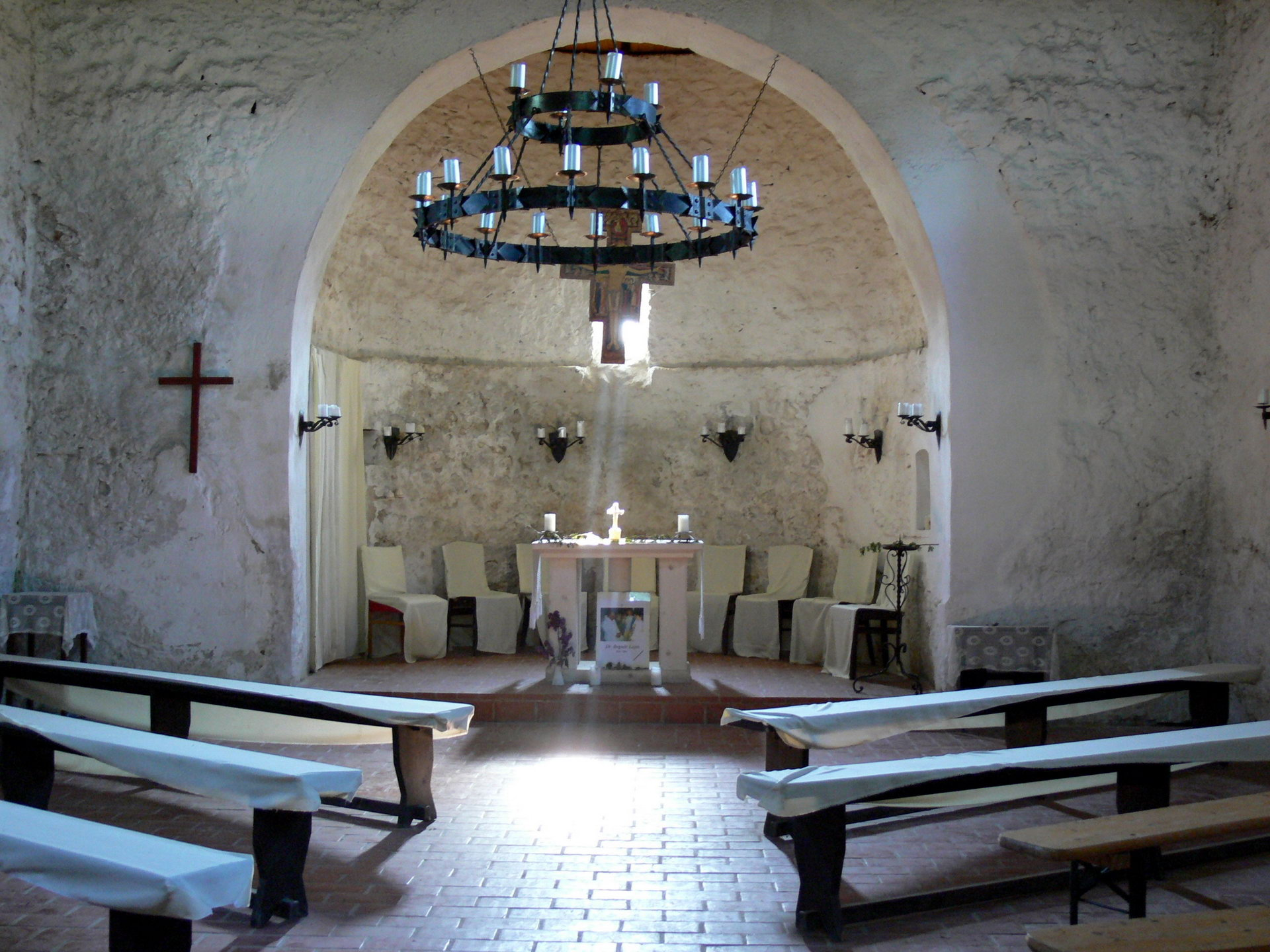
A gercsei templom belülről

Payermann János solymári és hidegkúti plébánossága idején azonban újból benépesült a vidék, és nekifogtak a templom helyreállításának is, amihez a Kamara is biztosított 260 forintnyi összeget. A helyreállítás 1732-re készült el, barokk stílusban: a felújítás során az eredeti bejáratot, amely a déli oldalon állt, befalazták, és a nyugati oldalon nyitottak újat, a szentély két oldalán pedig sekrestyét és egy másik helyiséget építettek, ezzel a szentély eredeti, patkó alakja szögletessé vált. 1774-ben újabb renoválás következett, ekkor épülhetett karzat a templomban, és a nyugati kapu fölötti kerek ablakot is ekkor alakíthatták ki. Egy ideig itt volt elhelyezve a mai remetei Mária-kegykép; a hívek új, hidegkúti lakhelyétől immár távol eső templomot 1817 körül hagyhatták el, miután felépült a hidegkúti templom, illetve a kegykép elhelyezésére létesített remetei kápolna.
A templom körül – középkori szokásoknak megfelelően – temető is volt, amely még az 1700-as években is működött, de erre a felszínen ma már semmi sem utal, csak a régészeti feltárások igazolták a létezését. Az oltár előtt a Szunyogh- és a Terstyánszky család sírköve található, a két családnak egy időben e templom volt a temetkezési helye.